# Белка (приток Ситни)
Бе́лка — река в России, протекает в Псковской области. Устье находится на 71-м км по левому берегу реки Ситни. Длина — 23 км, площадь водосборного бассейна — 92,2 км².
На Белке расположены деревни Комарино, Ширск. Река впадает в Ситню в районе деревни Хредино.

## Данные водного реестра
По данным государственного водного реестра России относится к Балтийскому бассейновому округу, водохозяйственный участок реки — Шелонь, речной подбассейн реки — Волхов. Относится к речному бассейну реки Нева (включая бассейны рек Онежского и Ладожского озера).